# ギャザリングホールディングス
ギャザリングホールディングス株式会社（英: GATHERING HOLDINGS, INC.）は、アニメ制作会社のレスプリなどを傘下に持つ日本の持株会社。シンエイ動画のグループ会社。

## 沿革
2009年9月、日商岩井（後の双日）、ドリームインキュベータ、GDHを経て同年8月までDLEの取締役を務めていた戸田和宏が「ギャザリング株式会社」として設立。同年同月、本店を東京都千代田区から東京都渋谷区へ移転。
2010年12月、本店を東京都渋谷区に移転。2012年12月、本店を東京都千代田区へ移転。2015年4月には子会社としてKarasfilms株式会社を設立。
同年9月、「ギャザリングホールディングス株式会社」に商号を変更。新たに「ギャザリング株式会社（2代目）」を新設し、制作部門を分割。
2016年にはドメリカと資本業務連携（翌年、資本連携解消）。同年12月に子会社として「株式会社レスプリ」を、2018年9月に「モンスターズエッグ株式会社」を、2019年4月に「株式会社ガガメイド」を設立。
2018年には子会社であるギャザリングとKarasfilmsを合併した。2019年7月、本店を東京都港区へ移転。
2021年4月、本店を東京都港区西新橋へ移転。2022年2月末付でギャザリングを吸収合併した。
同年9月、本店を東京都豊島区へ移転。2023年10月、ハピネットと資本業務提携を締結。
2024年4月、株式の一部譲渡によりシンエイ動画グループ会社となる。

## グループ会社
- レスプリ
- モンスターズエッグ

過去のグループ会社
- ドメリカ
- ギャザリング

## 所属タレント
- 柾花音